# Harlequin (Nottinghamshire)
Harlequin – wieś w Anglii, w hrabstwie Nottinghamshire. Leży 8 km na wschód od miasta Nottingham i 171 km na północ od Londynu.